# Anthus correndera
Anthus correndera е вид птица от семейство Стърчиопашкови (Motacillidae).

## Разпространение
Видът е разпространен в Аржентина, Боливия, Бразилия, Парагвай, Перу, Уругвай, Фолкландски острови и Чили.